# Sinh thái học thực vật

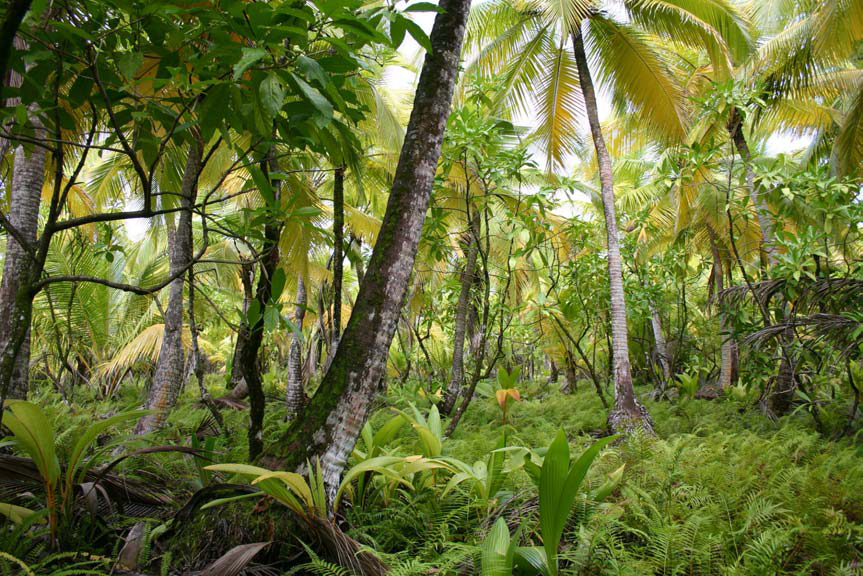
Một quần xã thực vật nhiệt đới tại Diego Garcia

Sinh thái học thực vật là một phân ngành của sinh thái học nghiên cứu sự phân bố và phong phú của thực vật, tác động của các nhân tố môi trường lên sự phong phú của thực vật, và các tương tác giữa thực vật với thực vật và thực vật với các sinh vật khác. Ví như như sự phân bố của rừng rụng lá ôn đới ở Bắc Mỹ, tác động của hạn hán hay lũ lụt đối với sự sinh tồn của thực vật, sự cạnh tranh giữa các loài thực vật trên sa mạc đối với nước, hoặc tác động của việc chăn nuôi gia súc ăn cỏ đối với sự phân bố của đồng cỏ.
Một sự khái quát toàn cầu về các kiểu thảm thực vật chính của Trái Đất được cung cấp bởi O.W. Archibold. Ông ghi nhận 11 kiểu thảm thực vật chính: rừng nhiệt đới, sa-van nhiệt đới, các vùng khô cằn (sa mạc), hệ sinh thái Địa Trung Hải, hệ sinh thái rừng ôn đới, đồng cỏ ôn đới, rừng lá kim, đài nguyên (cả trên cực và núi cao), đất ngập nước trên cạn, hệ sinh thái nước ngọt và hệ thống ven bờ/biển. Vì có đối tượng nghiên cứu rộng như vậy nên sinh thái học thực vật rất phức tạp, vì nó bao gồm các loại thực vật từ tảo đơn bào nổi cho tới các cây tạo thành vòm lớn.
Một đặc trưng để định nghĩa thực vật là quá trình quang hợp. Một trong những khía cạnh quan trọng của sinh thái học thực vật chính là vai trò của chúng trong việc tạo ra một bầu khí quyển được oxy hóa cho Trái Đất, một sự kiện xảy ra vào khoảng 2 tỉ năm trước. Có thể tra niên đại của nó nhờ vào sự lắng đọng hình thành các tầng sắt tạo dãy, đá trầm tích đặc biệt với một lượng lớn oxit sắt. Cùng lúc đó, thực vật bắt đầu loại bỏ cacbon dioxide khỏi khí quyển, từ đó bắt đầu quá trình kiểm soát khí hậu Trái Đất. Trái Đất đã có xu hướng dài hạn hướng tới việc tăng khí oxi và giảm khí cacbon dioxide, và nhiều sự kiện khác trong lịch sử Trái Đất, ví dụ như lần chuyển dịch sự sống đầu tiên từ biển lên đất liền, có khả năng có mối liên hệ chặt chẽ với chuỗi sự kiện này.
Một trong những cuốn sách cổ điển thuở ban đầu về sinh thái học thực vật được viết bởi J.E. Weaver và F.E. Clements. Cuốn sách bàn rộng về các quần xã thực vật, và cụ thể là về tầm quan trọng của các lực ví dụ như sự cạnh tranh và các quá trình ví dụ như thừa kế. Mặc dù một số thuật ngữ đã lỗi thời, bạn đôi khi vẫn có thể mua được cuốn sách quan trọng này tại các hiệu bán sách đã qua sử dụng.
Sinh thái học thực vật cũng có thể được chia ra theo các cấp độ tổ chức bao gồm sinh lý học sinh thái thực vật, sinh thái học quần thể thực vật, sinh thái học quần xã, sinh thái học hệ sinh thái, sinh thái học cảnh quan và sinh thái học sinh quyển.
Việc nghiên cứu thực vật và thảm thực vật thì phức tạp bởi hình thức của chúng. Thứ nhất, hầu hết thực vật đều cắm rễ trong lòng đất, khiến nó rất khó để quan sát và tính toán sự hấp thu dinh dưỡng cũng như tương tác giữa các loài. Thứ hai, thực vật thường sinh sản vô tính, do đó cũng khó để phân biệt các cá thể riêng biệt. Thật vậy, riêng bản thân khái niệm cá thể cũng không chắc chắn, vì kể cả một cái cây cũng có thể được coi là một tập hợp lớn gồm các mô phân sinh liên kết lại. Do đó, sinh thái học thực vật và sinh thái học động vật có những lối tiếp cận vấn đề khác nhau bao hàm các quy trình như sinh sản, phân tán và thuyết hỗ sinh. Một số nhà sinh thái học thực vật đã đặt tầm quan trọng đáng kể vào việc cố gắng coi các quần thể thực vật như thể chúng là quần thể động vật, tập trung vào sinh thái học quần thể. Nhiều nhà sinh thái học khác tin rằng trong khi sẽ hữu dụng nếu tập trung vào sinh thái học quần thể để giải quyết những vấn đề khoa học cụ thể thì thực vật lại muốn các nhà sinh thái học làm việc từ nhiều góc nhìn, thích hợp với vấn đề, quy mô và tình huống.